# Capitole (afval)

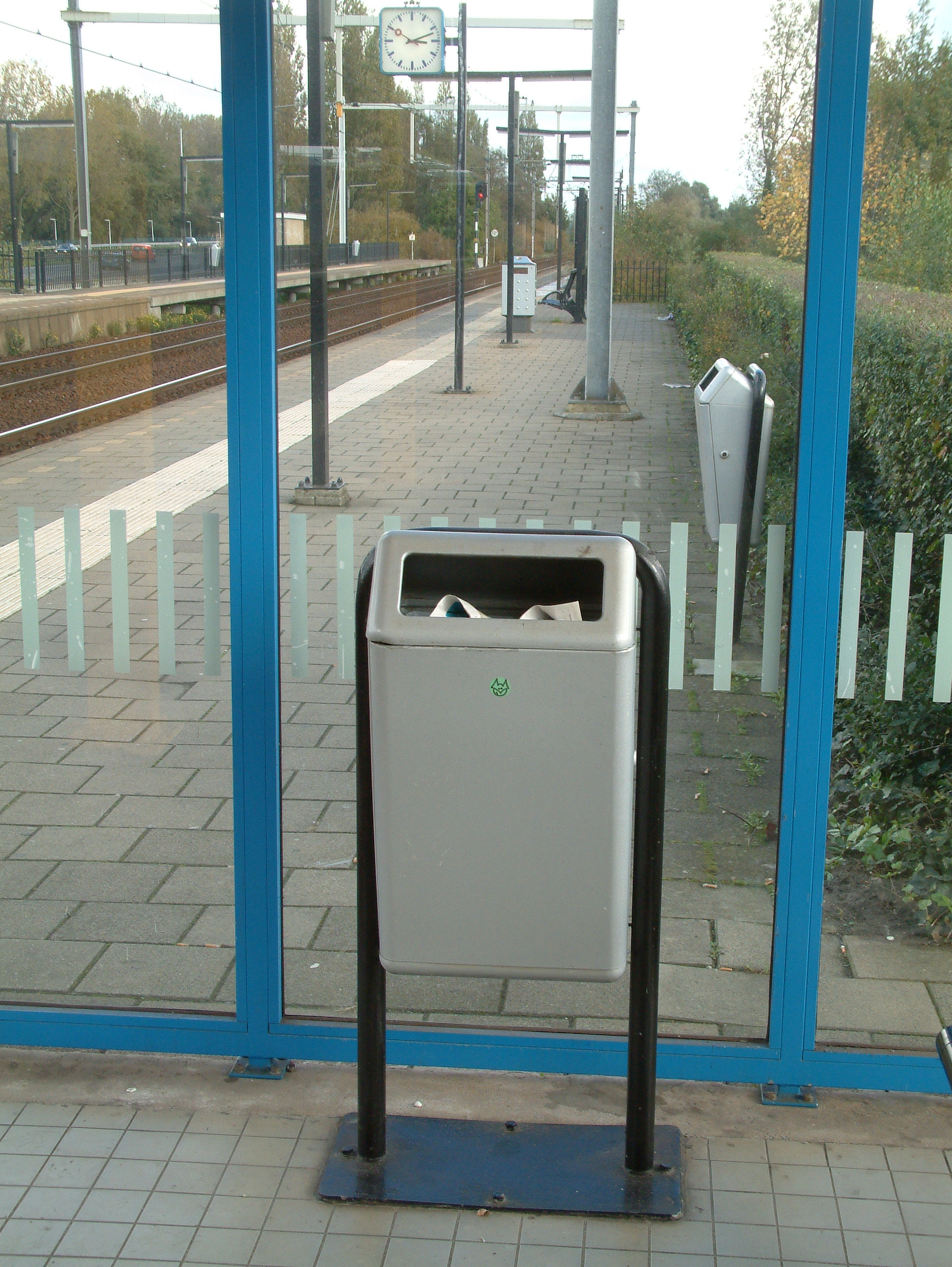
Twee Capitole's op een station in Zoetermeer

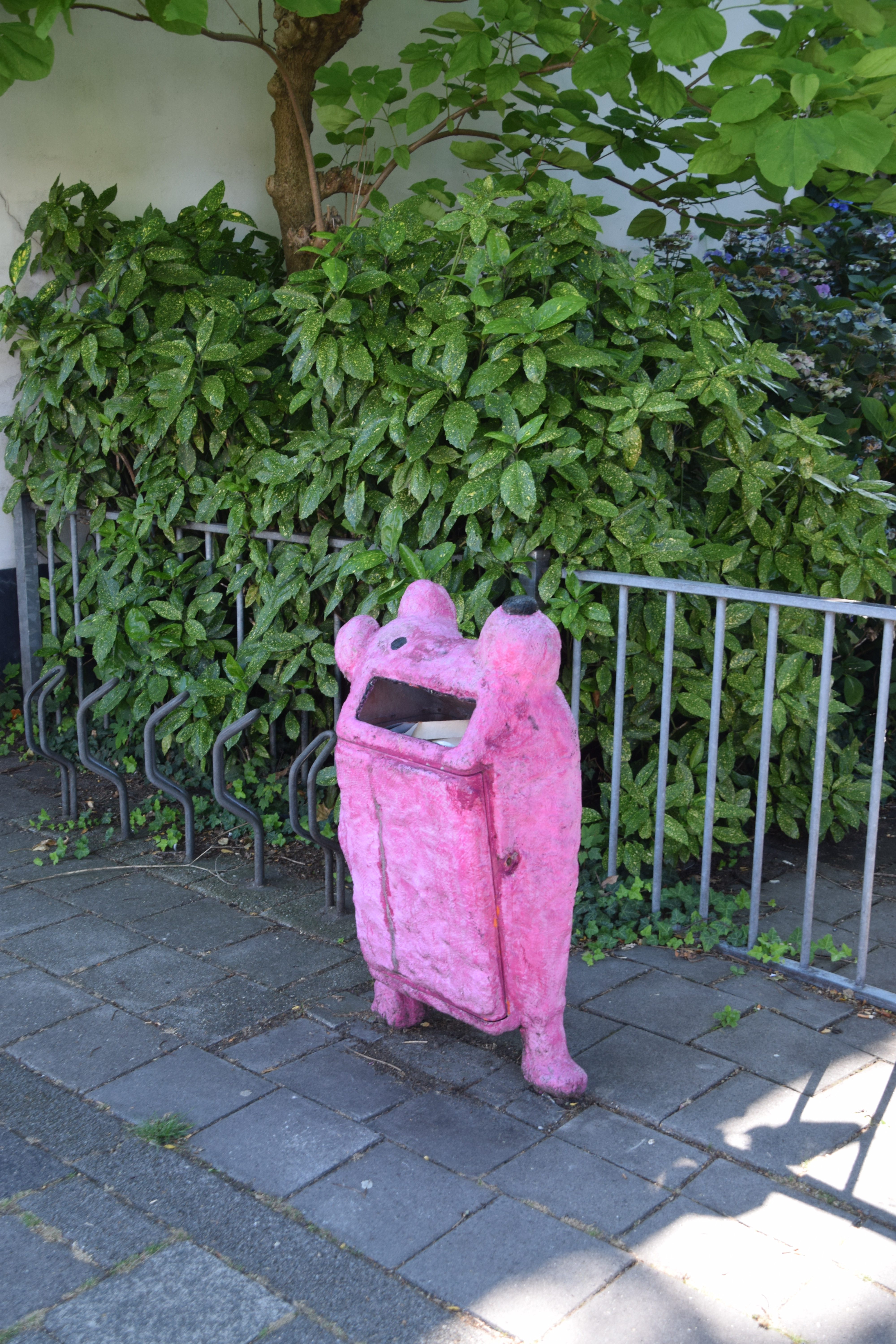
Een speelse versie in Gouda

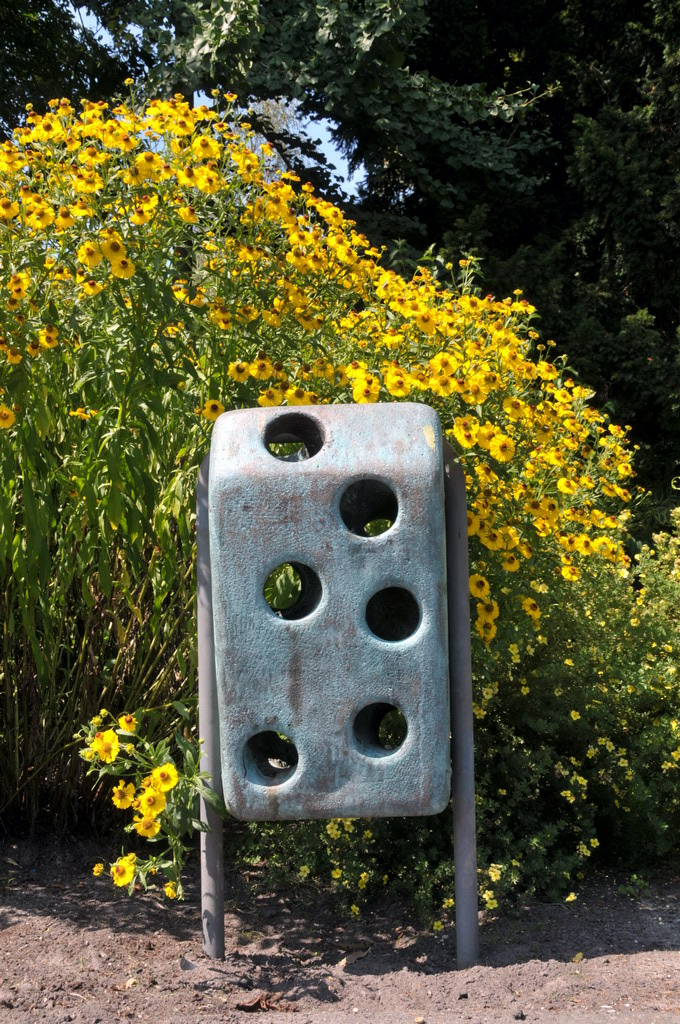
Bronzen sculptuur van Yumiko Yoneda, een verwijzing naar de ‘’Capitole’’, tot 2018 in het Haagse Zuiderpark

De Capitole is een Nederlandse afvalbak die sinds 1980 wordt gebruikt. De bak heeft een inhoud van 55 liter en er werden in Nederland en in de rest van Europa ruim 400.000 exemplaren van geplaatst.
De bak werd in 1978 ontworpen door Bas Pruyser, die toen aan de Gerrit Rietveldacademie studeerde. De eerste afnemer van de bak was de gemeente Amsterdam, nadat de meeste plastic afvalbakjes in de hoofdstad in brand waren gestoken bij de "kroningsrellen"van dat jaar.
Pruyser ontving voor zijn ontwerp de Kho Liang Ie-prijs 1981. Daarbij mocht hij zijn ontwerp in de gang van het Stedelijk Museum Amsterdam en later in Museum Boijmans Van Beuningen tentoonstellen. In België was het ontwerp de Nederlandse inbreng bij de tentoonstelling Design Derby: Nederland-België (1815-2015) van het Design Museum Gent. De naam werd bedacht door Cees Arends, de chef verkoop van de fabriek.
De Capitole werd tot 2018 vervaardigd bij de firma Bammens in Maarssen, die er rond de 10.000 per jaar maakt.Sinds 2018 valt Koninklijke Bammens onder VConsyst B.V. en is de productnaam de Bammens Capitole. De gehele constructie is uit een oogpunt van degelijkheid van staal gemaakt, waarbij de grijze stalen binnenbak twee hengsels heeft, met de hand geleegd moet worden en juist lichter is uitgevoerd. De versie voor hondenpoep heeft een dekseltje. De bak wordt met een driekante sleutel geopend.  